# Stade ADC Parahyba
Le stade ADC Parahyba (en portugais : Estádio ADC Parahyba), surnommé le Campo da Tecelagem, est un stade omnisports situé dans la ville de São José dos Campos dans l'État de São Paulo, au Brésil. Il est principalement destiné à la pratique du football.
Le stade, doté de 2 500 places, sert d'enceinte à domicile aux équipes de football du São José Esporte Clube et du Futebol Clube Primeira Camisa, ainsi qu'à l'équipe de football féminin du Clube Atlético Joseense.

## Histoire
Le stade est situé dans le quartier de Santana de la ville de São José dos Campos. Il a accueilli d'importants événements commémoratifs de la ville.
Il est un des deux stades de la ville (avec le Stade Martins Pereira) à accueillir la Copa Libertadores féminine en 2011 et 2014.
Le stade ADC Parahyba a également accueilli l'équipe brésilienne de rugby à XV à de nombreuses reprises lors de matchs amicaux, de qualifications pour la Coupe du monde de rugby à XV ou encore du championnat sud-américain de rugby à sept de 2009.

## Événements
- 2011 : Copa Libertadores féminine
- 2014 : Copa Libertadores féminine